# ヤンキーJKクズハナちゃん
『ヤンキーJKクズハナちゃん』（ヤンキージェーケークズハナちゃん）は、宗我部としのりによる日本の漫画作品。『週刊少年チャンピオン』（秋田書店）にて、2019年48号の読み切りでの掲載を経て、2020年16号より連載中。また、スピンオフ作品『ヤンキーJKクズハナちゃん アナザー・サイド・オブ・ヒロイン』が『チャンピオンクロス』（同社）にて2024年10月23日より連載中。2025年6月時点で、シリーズ累計発行部数は120万部を突破している。

## あらすじ
以前は女子高であった神乃川県立茂手城高校に、唯一の男子生徒として早乙女穂高が入学する。唯一の男子という事もあって早乙女をよく思わない女子生徒が多い中、早乙女が嫌がらせを受けているところをヤンキーの九頭竜華子に何度も救われ、2人は関係を徐々に深めていく。また、一転して早乙女に好意を持つようになる女子生徒も現れ、アウェーの状況が徐々に改善されていく。

## 登場人物
早乙女を除き、登場キャラクターの名前には基本的に動物の名前が入っている。

### 主要人物
早乙女 穂高（さおとめ ほだか）
本作の主人公。服飾科（2年D組）。県立茂手城高校に唯一の男子として入学した生徒。唯一の男子であるがために人間扱いすらされない事もあり、退学を考えていたが、華子にピンチを救われたことで踏ん張ることを決意する。裁縫が非常に得意なため服飾科を選んだ。
九頭竜 華子（くずりゅう はなこ）
本作のヒロインおよびもう一人の主人公。商業科（2年B組）。金髪で言葉遣いの荒い女子生徒。いわゆる「ヤンキー」だが、「可愛い」などと言われるとすぐ照れる。女子生徒はおろか早乙女をも上回る長身で、牛込を上回る作中トップクラスの巨乳（早乙女の目測ではバスト95cm以上）の持ち主であり、現在でも成長中である。格闘技経験があるほか、筋トレを欠かさず筋肉質で、その強さは格闘技道場の男性でも敵わないほど。一匹狼気質で孤立気味だったが、早乙女を助けた事を機に早乙女と親交を持つようになり、服飾科の生徒などとも友達になる。名前の略称は「クズハナ」だが、「クズ」と付く苗字に多少のコンプレックスを抱えているようで、早乙女には「華子ちゃん」と呼んでもらっている。美人で、勉強も比較的できる方。水泳は苦手。

### 服飾科（2年D組）
鷹江 花澄（たかえ かすみ）
クラスの委員長。頭が切れる。真面目で優しい見た目だが裏の顔は腹黒の「清楚系ビッチ」で、早乙女をカツアゲしようと画策するが華子に阻止される。その後、なかなか自分の思い通りにいかない早乙女にだんだん好意を持つようになる。
牛込 優菜（うしごめ ゆな）
かなりの巨乳（作品初期の計測ではバスト92cm）。同級生を呼んではよく「っち」をつけている（早乙女のことを「早乙女(オトメ)っち」と呼んでいる）。パパ活に手を染めていたところ犯されそうになるが、早乙女らに助けられたことで早乙女に好意を持つようになった。素直で積極的な「天然娘」。水泳とお菓子作りが得意。勉強は苦手。
鴨川 舞衣（かもがわ まい）
チアリーディング部員。目が隠れるほどの前髪で、目立たないタイプの女子。身長は低い。意外にも身体能力が高く、実家の運送屋で鍛えたパワーをチアリーディングに活かしているほか、早乙女を抱きしめてうっかり意識を奪いかけた事もある。

### 食品科（2年C組）
鶴橋 円佳（つるはし まどか）
早乙女の幼馴染。早乙女との交友は途絶えていたが高校で再会する。料理が得意で運動神経もいいため、鷹江に「何気にハイスペック過ぎ」と認められている。両親の離婚で姓が河野から変わっている。
白鳥 香音（しらとり かのん）
チアリーディング部員で鴨川の親友。声が大きく、超ポジティブ。鴨川の恋を応援している。

### 商業科（2年B組）
虎寺 碧（こでら あおい）
元陸上部で、かつての経験から男嫌いであったが、早乙女の人柄に触れて早乙女への敵意は持たなくなり、次第に彼に惹かれるようになる。クールな見た目に反し、物事はサボりがちで、よくだらけている。
井達 桜子（いたち さくらこ）
攻撃的な口調と表情、やんちゃかつ男勝りな性格が特徴。しばしば服飾科にライバル心を見せる。早乙女の排除に動いたが、早乙女の裁縫で服を直してもらったことで早乙女を見直した。
根古宮 萌恵（ねこみや もえ）
虎寺と非常に親密で、早乙女に敵意を持っており、早乙女の排除に動いていた。弟と妹がいる。

### 商業科（2年A組）
獅子堂 清羅（ししどう せいら）
格闘技経験を持つ、身体能力の高い女子。小柄で、寝技なら華子に勝るほか、勉強も華子より得意。

### 服飾科（1年D組）
雉谷 綾乃（きじたに あやの）
お調子者で、チアリーディング部に入部した一年生。
犬飼 心晴（いぬかい こはる）
高校デビューとして、ギャルに変身しているコミュ障。同じ一年の狒々と親友で、早乙女に憧れを抱いている。褐色肌で牛込と同じくらいの巨乳。
狒々野 美鈴（ひびの みすず）
犬飼の親友であるゆるふわギャル。

### 食品科（1年C組）
卯佐木 かなえ（うさぎ かなえ）
妄想しがちであり、生真面目な1学年委員長。校内の風紀を正したいと思っている。

### その他
九頭竜 維里愛（くずりゅう イリーナ）
華子の母。出身は外国で、子供のころから日本に住んでいる。
鰐淵 美紗貴（わにぶち みさき）
神乃川県立茂手城高校体育教師であり生徒指導教員
路場 聡美（ろば さとみ）
服飾科2年D組担任

## 商業的評価
2025年2月時点で、累計部数が120万部を突破している。週間単行本売り上げランキングCOMIC ZIN調べでは、単行本第1巻と第8巻を除き、発売されるたびにランキング入りしている（以下参照）。
| 巻数   | 期間                      | 順位   |
| ------ | ------------------------- | ------ |
| 第1巻  | －                        | －     |
| 第2巻  | 2020年10月5日から10月11日 | 第6位  |
| 第3巻  | 2020年12月7日から12月13日 | 第5位  |
| 第4巻  | 2021年3月8日から3月14日   | 第4位  |
| 第5巻  | 2021年5月3日から5月9日    | 第7位  |
| 第5巻  | 2021年5月10日から5月16日  | 第8位  |
| 第6巻  | 2021年7月5日から7月11日   | 第4位  |
| 第7巻  | 2021年10月4日から10月10日 | 第9位  |
| 第8巻  | －                        | －     |
| 第9巻  | 2022年2月7日から2月13日   | 第1位  |
| 第10巻 | 2022年5月2日から5月8日    | 第10位 |
| 第10巻 | 2022年5月9日から5月15日   | 第7位  |
| 第11巻 | 2022年6月6日から6月12日   | 第1位  |
| 第12巻 | 2022年8月8日から8月14日   | 第3位  |
| 第13巻 | 2022年11月7日から11月13日 | 第5位  |
| 第14巻 | 2023年1月2日から1月8日    | 第5位  |
| 第15巻 | 2023年3月6日から3月12日   | 第3位  |
| 第16巻 | 2023年5月8日から5月14日   | 第1位  |
| 第17巻 | 2023年7月3日から7月9日    | 第2位  |
| 第18巻 | 2023年10月9日から10月15日 | 第3位  |
| 第19巻 | 2023年11月6日から11月12日 | 第4位  |
| 第20巻 | 2024年2月5日から2月11日   | 第4位  |
| 第21巻 | 2024年4月8日から4月14日   | 第8位  |
| 第22巻 | 2024年6月3日から6月9日    | 第9位  |
| 第23巻 | 2024年8月5日から8月11日   | 第6位  |

## 書誌情報
- 宗我部としのり『ヤンキーJKクズハナちゃん』秋田書店〈少年チャンピオンコミックス〉、既刊26巻（2025年6月6日現在）
  1. 2020年8月6日発売[33][34]、ISBN 978-4-253-22507-6
  2. 2020年10月8日発売[35]、ISBN 978-4-253-22509-0
  3. 2020年12月8日発売[36]、ISBN 978-4-253-22510-6
  4. 2021年3月8日発売[37]、ISBN 978-4-253-22512-0
  5. 2021年5月7日発売[38]、ISBN 978-4-253-22513-7
  6. 2021年7月8日発売[39]、ISBN 978-4-253-22628-8
  7. 2021年10月8日発売[40]、ISBN 978-4-253-22632-5
  8. 2021年12月8日発売[41]、ISBN 978-4-253-22633-2
  9. 2022年2月8日発売[42]、ISBN 978-4-253-22634-9
  10. 2022年5月6日発売[43]、ISBN 978-4-253-22635-6
  11. 2022年6月8日発売[44]、ISBN 978-4-253-22655-4
  12. 2022年8月8日発売[45]、ISBN 978-4-253-22665-3
  13. 2022年11月8日発売[46]、ISBN 978-4-253-22868-8
  14. 2023年1月6日発売[47]、ISBN 978-4-253-22869-5
  15. 2023年3月8日発売[48]、ISBN 978-4-253-22870-1
  16. 2023年5月8日発売[49]、ISBN 978-4-253-28401-1
  17. 2023年7月6日発売[50]、ISBN 978-4-253-28402-8
  18. 2023年10月6日発売[51]、ISBN 978-4-253-28403-5
  19. 2023年11月8日発売[52]、ISBN 978-4-253-28404-2
  20. 2024年2月7日発売[53]、ISBN 978-4-253-28405-9
  21. 2024年4月8日発売[54]、ISBN 978-4-253-28406-6
  22. 2024年6月7日発売[55]、ISBN 978-4-253-28407-3
  23. 2024年8月7日発売[56]、ISBN 978-4-253-28408-0
  24. 2024年10月8日発売[57]、ISBN 978-4-253-28409-7
  25. 2025年3月7日発売[58]、ISBN 978-4-253-28410-3
  26. 2025年6月6日発売[59]、ISBN 978-4-253-28411-0
- 宗我部としのり（原作）、橋本くらら（漫画）『ヤンキーJKクズハナちゃん アナザー・サイド・オブ・ヒロイン』秋田書店〈少年チャンピオンコミックス〉、既刊1巻（2025年6月6日現在）
  1. 2025年6月6日発売[4]、ISBN 978-4-253-29549-9